# Cardenal capnegre
El cardenal capnegre (Pheucticus melanocephalus) és una espècie d'ocell pertanyent a la família dels cardinàlids.
És una au migratòria, que nia des del sud-oest del Canadà fins al sud de Mèxic, i invierna únicament en aquest últim país.

## Descripció
La longitud aproximada en individus adults és de 18 a 19 cm des del bec fins a la cua, la qual cosa els fa aus grans. El cap dels mascles és negra, el mateix que les ales i la cua, però aquestes dues últimes tenen taques blanques. El pit és color taronja i el ventre groc.
S'hibridiza amb l'ocell en el límit aquest de la seva distribució.

## Hàbitat
El prefereix els boscos caducifolis i mixts, on hi ha arbres d'altura elevada i arbustos densos; també habita boscos de galeries, en rius i llacs, i en àrees suburbanes. Pel que sembla evita els boscos de coníferes.